# Zuider Eendracht
De Zuider Eendracht is een voormalig waterschap in de provincie Groningen.
Het schap is een fusie de Eendracht, de Verbetering en Zuiderwijk. Het doel van de oprichting van het schap was de verbetering van de afwatering, door het stichten en onderhouden van een gemaal.
Waterstaatkundig gezien ligt het gebied sinds 2000 binnen dat van het waterschap Hunze en Aa's.